# بوب جارفيس
بوب جارفيس هو محامي وسياسي كندي، ولد في 1936. حزبياً، نشط في الحزب الكندي التقدمي المحافظ. وقد انتخب عضو مجلس العموم الكندي.